# Real Club Victoria
El Real Club Victoria fou un antic club de futbol canari de la ciutat de Las Palmas de Gran Canaria. Actualment es dedica principalment a activitats nàutiques.

## Història

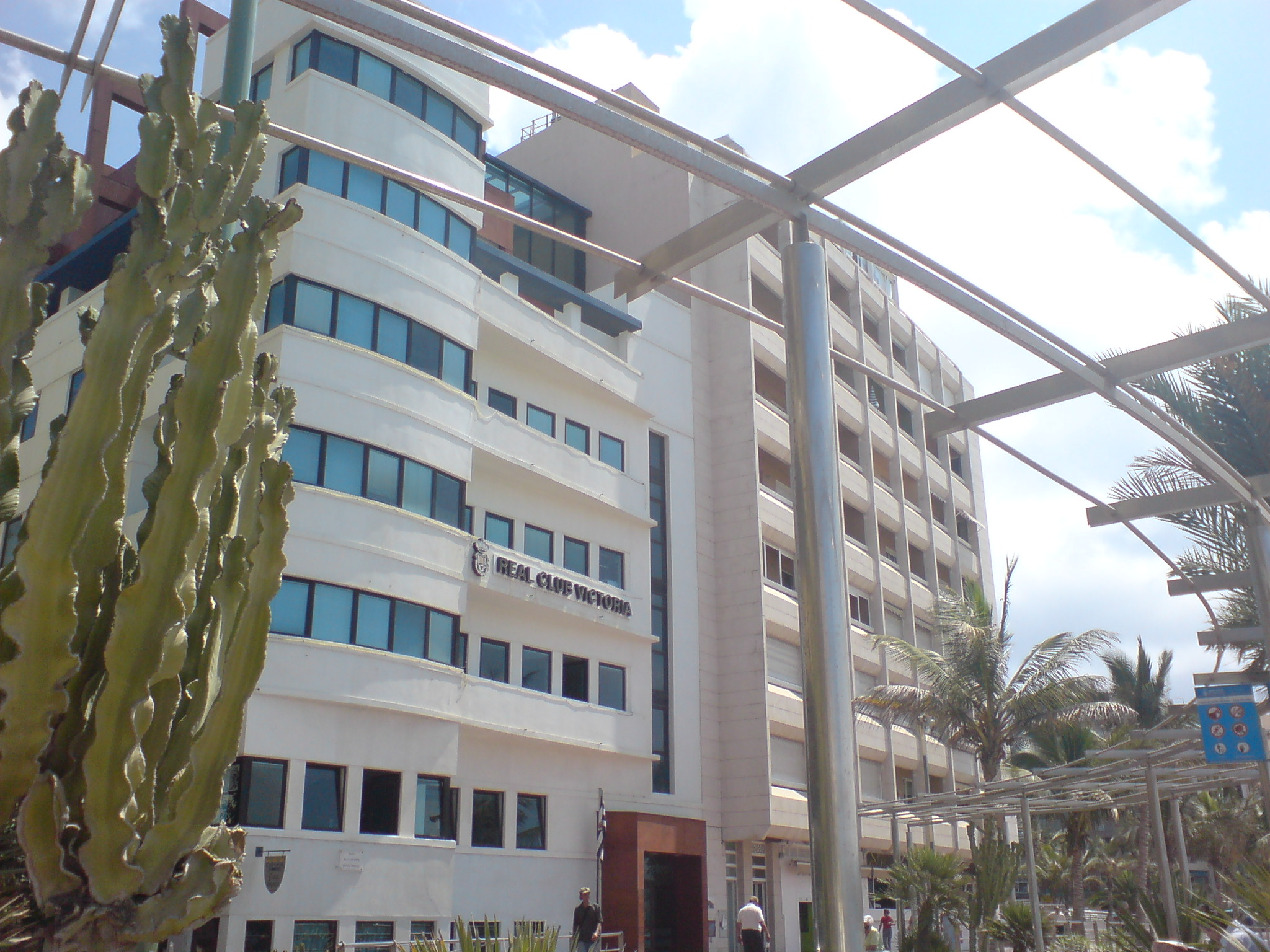
Actual seu del club.

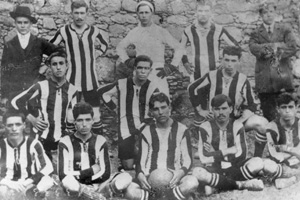
Primer equip del club l'any 1910.

És conegut que alguns grups de joves jugaven al Puerto de la Luz sota el nom de Victoria l'any 1907, agrupats per Pepe Conçalves. El 8 de juliol de 1914 es redactaren els estatuts d'una nova entitat anomenada Sporting Club Victoria, nom en honor de la reina Victòria d'Anglaterra, ja que Conçalves havia viscut a Newcastle, Anglaterra. Els colors del club, el blanc i el negre coincidien amb els del Newcastle United Football Club. El 5 de febrer de 1923 S.M. el rei Alfons XIII acceptà el nomenament com a President d'Honor del club i li atorgà el títol de Reial.
L'any 1912 el Victoria viatjà per primer cop a Tenerife per enfrontar-se a l'Sporting Tenerife. El triomf fou pel Victoria, amb un gol marcat per Pepe Conçalves. El Victoria també fou el primer club canari que realitzà una gira per la península Ibèrica l'any 1925, disputant partits per València, Castelló, Barcelona, Saragossa i Madrid. En aquesta gira destacaren homes com Rafael Oramas i José Padrón, que acabarien fitxant pel RCD Espanyol.
L'any 1949 diversos clubs de la ciutat es van fusionar, inicialment el CD Gran Canaria, l'Atlético Club i l'Arenas Club, però aviat s'hi afegiren el Real Club Victoria y el Marino Fútbol Club. D'aquesta manera va néixer la Unión Deportiva Las Palmas el 22 d'agost de 1949.

## Palmarès
- Campionat de Canàries de Futbol:
  - 1912, 1913, 1927, 1928, 1930, 1942, 1944, 1947, 1949[5]